# Panther (Schiff, 1902)
Die Panther war ein Kanonenboot der Iltis-Klasse der Kaiserlichen Marine, das wie alle ihre Schwestern im Auslandsdienst eingesetzt war. Schwesterschiffe waren Iltis, Jaguar, Tiger, Luchs und Eber.
Die Panther wurde durch den sogenannten „Panthersprung nach Agadir“ bekannt, als sie während der zweiten Marokkokrise 1911 zum Kohlebunkern in Agadir anlegte und dadurch in Frankreich und England Befürchtungen einer deutschen Intervention auslöste.
Stapellauf der Panther war am 1. April 1901 in der Kaiserlichen Werft zu Danzig. Sie wurde 1931 abgewrackt.
Bei der k.u.k. Kriegsmarine gab es ein namensgleiches Schiff, den Kleinen Kreuzer Panther von 1885.

## Dienst in der Kaiserlichen Marine
Am 15. März 1902 wurde das Kanonenboot Panther als fünftes Boot der Iltis-Klasse in Dienst gestellt. Der erste Diensteinsatz nach dem Einfahren war der Besuch der Industrie- und Gewerbeausstellung Düsseldorf am 7. Juni 1902 zusammen mit dem Depeschenboot Sleipner (ex S 97, 440 t, Bj. 1900). Das große Interesse der Bevölkerung an einem Schiff der Kaiserlichen Marine so tief im Binnenland führte zu einer Verlängerung des Besuches bis zum 3. Juli und auf dem Rückmarsch rheinabwärts zu einem weiteren zweitägigem Aufenthalt in Duisburg, so dass die Panther erst am 13. Juli wieder in Wilhelmshaven eintraf. Am 31. Juli lief sie dann zur ihr zugewiesenen amerikanischen Station aus und traf am 30. August 1902 im damals noch dänischen Saint Thomas ein. Unmittelbar darauf wurde sie schon in erste militärische Aktionen verwickelt.

### Markomannia-Zwischenfall

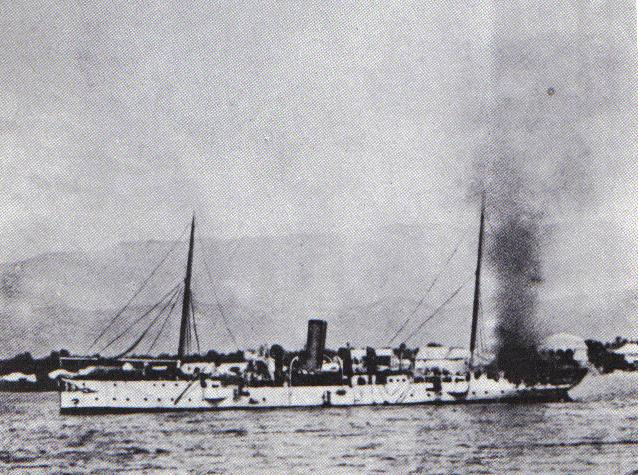
Haitianisches Kanonenboot Crête-à-Pierrot

Während des Markomannia-Zwischenfalls versenkte die Panther am 6. September 1902 das von Aufständischen kontrollierte haitianische Kanonenboot Crête-à-Pierrot, welches zuvor bereits von seinem Kommandanten gesprengt worden war, als Vergeltung für die Aufbringung des HAPAG-Dampfers Markomannia (3.335 BRT, Bj. 1890) endgültig.

### Dienst auf der amerikanischen Station
Nach Beruhigung der Lage in Haiti machte das Kanonenboot im Oktober 1902 eine Fahrt 160 sm flussaufwärts auf dem Orinoco bis Ciudad Bolívar. Dann spitzte sich der Konflikt zwischen Venezuela und dem Deutschen Reich weiter zu. Am 16. Dezember wurden die deutschen Schiffe zur Ostamerikanischen Kreuzerdivision zusammengefasst, um eine effektivere und straffere Führung zu gewährleisten. Der Kommandant des Großen Kreuzers Vineta, Kapitän zur See Scheder, wurde zum Kommodore der Division ernannt. Am 20. Dezember erklärte die britische Regierung die Blockade der venezolanischen Häfen. Dem schlossen sich sowohl Deutschland als auch Italien an. Den Oberbefehl über die beteiligten Kriegsschiffe der drei Länder übernahm Vizeadmiral Archibald Douglas auf der Ariadne. Deutscherseits waren neben der Vineta die Kleinen Kreuzer Gazelle und Falke, die Panther, die Schulschiffe und ehemaligen Kreuzerfregatten Charlotte und Stosch sowie das beschlagnahmte venezolanische Kanonenboot Restaurador beteiligt. Darüber hinaus wurde der HAPAG-Dampfer Sibiria als Kohlendampfer eingesetzt. Am 4. Januar 1903 besetzten deutsche Landungskorps den Hafen von Puerto Cabello sowie die auf Reede liegenden Schiffe. Nachdem am 17. Januar die Panther beim Einlaufen in Maracaibo vom dortigen Fort San Carlos beschossen worden war und aufgrund einer Ladehemmung am vorderen 10,5-cm-Geschütz den Kampf abbrechen musste, begab sich die Vineta dorthin und deckte das Fort mit 20 21-cm-Granaten sowie 86 des Kalibers 15 cm ein. Eine Gegenwehr erfolgte nicht, da das Fort von seiner Besatzung fluchtartig verlassen worden war. Danach kam es bald zu einer diplomatischen Lösung des Konfliktes.
Mit dem Geschwader der amerikanischen Station folgte dann im Juli 1903 ein erster Besuch Kanadas. Zuvor war das Kanonenboot im April 1903 in Newport News überholt worden, eine weitere Grundreparatur erfolgte dort im Frühjahr des Folgejahres. Am 27. November 1905 kam es zum sogenannten Itajahy-Zwischenfall in Südbrasilien. Ein Matrose hatte dort mit einem deutschen Reisenden ein Zechgelage veranstaltet und war anschließend desertiert. Mehrere Besatzungsangehörige, einige in Zivil, gingen an Land und suchten ohne Abstimmung mit den Polizeibehörden nach dem Deserteur, der gefunden und an Bord gebracht wurde. Pressemeldungen über seine angebliche Entführung und ein Verhör mit Gewaltanwendung steht eine widersprechende Aussage des Betroffenen vor deutschen Diplomaten gegenüber. Der brasilianische Gesandte beschwerte sich über den Kommandanten, Graf von Saurma-Jeltsch, im Auswärtigen Amt. Auch wurde dem brasilianischen Kreuzer Almirante Barroso befohlen, die Panther zu beobachten. Die brasilianische Öffentlichkeit scheint zu dem Zeitpunkt einen zu starken Einfluss des Deutschen Reiches in Brasilien insbesondere auch durch die in Südbrasilien lebenden deutschen Auswanderer gefürchtet zu haben.
Als inzwischen einzeln operierendes Stationsschiff folgte im Februar 1906 eine Fahrt zum Río de la Plata und auf diesem, dem Río Paraná und dem Río Paraguay bis kurz vor Asunción mit einem Besuch des Kommandanten beim Staatspräsidenten Paraguays. Die Panther marschierte dann wieder durch den Stationsbereich nach Norden und fuhr im Mai auf dem Sankt-Lorenz-Strom bis Montreal. Im Dezember 1906 versuchte sie dann zusammen mit dem kleinen Kreuzer Bremen vergeblich, das aufgelaufene HAPAG-Kreuzfahrtschiff Prinzessin Victoria Luise zu bergen. Am 5. August 1907 verließ die Panther dann befehlsgemäß die amerikanische Station, um zur afrikanischen Station zu wechseln.

## Der „Panthersprung nach Agadir“
Am 3. September 1907 erreichte die Panther Las Palmas de Gran Canaria und damit ihren neuen Stationsbereich, der sich über die deutschen Besitzungen in Westafrika (Togo und Kamerun) bis nach Deutsch-Südwestafrika, dem heutigen Namibia erstreckte. Sie pendelte im Stationsbereich, nahm Vermessungsarbeiten vor allem in Kamerun vor und führte ihre Werftliegezeiten und Reparaturen in der Regel in Kapstadt durch.
Am 9. Oktober 1910 kam es vor Kribi zu einem Unfall, als ein Beiboot kenterte. Dabei starben sechs Besatzungsmitglieder.
1911 war das Boot in Kamerun stationiert, und es war seit dem Vorjahr geplant, es zur Grundüberholung nach Deutschland zu beordern. Auf der langen Heimreise war, wie üblich, ein Stopp zum Kohlebunkern in Marokko notwendig und geplant. Auf Anfrage des Admiralstabs am 8. März 1911, ob gegen das Anlaufen von Casablanca oder Mogador Bedenken bestünden, empfahl das Auswärtige Amt stattdessen, in Agadir, im Süden des Landes und weit vom damaligen französischen Operationsgebiet entfernt, zu bunkern. Damit sollte einerseits eine weitere politische Eskalation verhindert, andererseits „Flagge gezeigt“ werden.
In ihrer Verfassung und mit ihrer Bewaffnung von lediglich zwei 10,5-cm-Schnellladekanonen und sechs 3,7-cm-Revolverkanonen stellte die Panther keine sonderliche Bedrohung dar. Sie lag insgesamt knapp drei Wochen (vom 1. bis zum 20. Juli 1911) vor Agadir, ohne irgendwelche Handlungen an Land zu unternehmen. Vor Agadir wurde die Panther durch den Kleinen Kreuzer Berlin sowie durch die Eber abgelöst und fuhr dann weiter nach Deutschland, traf am 19. August in Hamburg ein, um dann in Danzig bei ihrer Bauwerft ins Dock zu gehen. Die Fahrt der Panther nach Marokko löste die zweite Marokkokrise aus und verstärkte in Europa Ängste vor dem Ausbruch eines Krieges.

## Weitere Einsätze

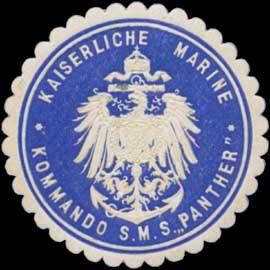
Siegelmarke K. Marine Kommando S.M.S. Panther

Am 5. Januar 1912 trat die Panther erneut die Ausreise auf ihre Station an. Diese war in Europa mit massiven antideutschen Presseveröffentlichungen begleitet. Ein geplantes Anlaufen von Antwerpen wurde abgesagt und sie lief schließlich nur Southampton und Lissabon auf der Reise an. Zu einem militärischen Einsatz kam es nach Ausbruch von Unruhen in Liberia im November 1912 in Monrovia. Dort wurde die Panther zusammen mit dem Schwesterschiff Eber als zweitem Stationsschiff und dem von Südamerika herbeibefohlenen Kreuzer Bremen eingesetzt. Erst im April 1913 verließ die Panther Liberia als letztes der deutschen Schiffe und wandte sich wieder Vermessungsaufgaben zu. Weihnachten 1913 und Silvester wurden vor Kamerun verbracht. Dabei kam es zum Zusammentreffen mit der Eber und der sogenannten „Detachierten Division“ unter Konteradmiral Hubert von Rebeur-Paschwitz mit den Linienschiffen Kaiser und König Albert sowie dem Kleinen Kreuzer Straßburg, die über Deutsch-Südwestafrika ums Kap Hoorn bis nach Valparaíso in Chile marschierte und dann über Argentinien und Brasilien nach Deutschland zurückkehrte (9. Dezember 1913 bis 17. Juni 1914).
Am 21. April 1914 trat die Panther den Rückmarsch in die Heimat zu einer erneuten Überholung an und traf am 13. Mai in Danzig ein.
Am 9. Juli 1914 lag sie wieder marschbereit in Kiel. Es wurde ein Einsatz an der mexikanischen Küste erwogen. Aber die politisch angespannte Lage führte zu einem Verzicht auf die Ausreise, so dass die Panther bei Kriegsbeginn der Küstenschutzdivision der Ostsee zugeteilt wurde. Am 23./24. August schleppte sie das U-Boot U 3 bis auf die Höhe von Gotland zum Einsatz gegen die Baltische Flotte des Russischen Reiches. Danach gehörte sie zur Sund-Bewachung und war in Kiel-Friedrichsort stationiert. Im August 1917 wurde sie Flaggschiff der Årøsund-Flottille. Am 18. Dezember 1918 folgte die Außerdienststellung.

## Verbleib

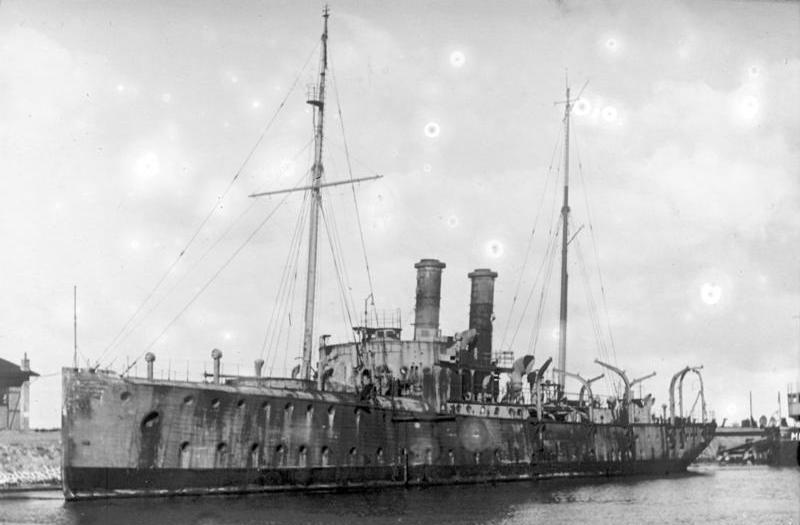
Panther als Auflieger im Jahr 1931

Im Juli 1921 kam das alte Kanonenboot in den Dienst der Reichsmarine. Desarmiert sollte es der Ausbildung für das in Dienst kommende technisch ähnliche Vermessungsschiff Meteor dienen. Am 15. Dezember 1926 wurde es dann endgültig außer Dienst gestellt, aber erst 1931 aus der Flottenliste gestrichen und abgewrackt.

## Kommandanten
| März 1902                             | Korvettenkapitän Richard Eckermann (1862–1916)                                                 |
| Juni 1903                             | Kapitänleutnant Hans Seebohm (1871–1945) in Vertretung                                         |
| Juli 1903                             | Kapitänleutnant Paul Jantzen (1868–1912) befördert zum Korvettenkapitän                        |
| Juni 1905                             | Korvettenkapitän Graf Walter von Saurma-Jeltsch (1868–1941)                                    |
| März 1906                             | Korvettenkapitän Wilhelm Timme (1867–1942)                                                     |
| 31. Oktober 1907 bis 2. November 1908 | Korvettenkapitän Theodor Fuchs (1868–1942)                                                     |
| November 1908                         | Korvettenkapitän Wilhelm Most (1870–1918)                                                      |
| November 1909                         | Korvettenkapitän Karl Freiherr von Müffling (1872–1952)                                        |
| November 1910 bis August 1911         | Korvettenkapitän Behnisch (1873–1913)                                                          |
| Dezember 1911                         | Korvettenkapitän Karl Heine (1874–1945)                                                        |
| November 1912                         | Korvettenkapitän Witold Schnabel (1875–1936)                                                   |
| November 1913                         | Korvettenkapitän Walter Förtsch (1875–1958)                                                    |
| Mai 1914                              | Kapitänleutnant Heinrich Meyer (1882–19??)                                                     |
| Juli 1914                             | Korvettenkapitän Walter Förtsch (1875–1958)                                                    |
| November 1914                         | Korvettenkapitän Axel Walter (1873–1915), zugleich Chef der Årøsund-Flottille                  |
| Mai 1915                              | Korvettenkapitän/Fregattenkapitän Carl Velten (1873–1937), zugleich Chef der Årøsund-Flottille |
| Oktober 1917                          | Korvettenkapitän Günther Paschen (1880–1943)                                                   |
| Dezember 1917                         | Kapitänleutnant Georg-Günther von Forstner (1882–1940), zugleich Chef der Årøsund-Flottille    |
| Januar 1918                           | Fregattenkapitän Carl Velten (1873–1937), zugleich Chef der Årøsund-Flottille                  |
| Juni bis Dezember 1918                | Fregattenkapitän Friedrich Lüring (1876–1941), zugleich Chef der Årøsund-Flottille             |
| Juli 1921                             | Korvettenkapitän Fritz Conrad (1883–1944)                                                      |
| Oktober 1924 bis Dezember 1926        | Kapitänleutnant Wilhelm Marschall (1886–1976)                                                  |